# آمادا گارسیا
آمادا گارسیا رودریگز (انگلیسی: Amada García); (۱ ژانویهٔ ۱۹۱۱ – ۲۷ ژانویهٔ ۱۹۳۸) یک کمونیست فعال گالیسی (در اسپانیا) بود. او در روستای گالیسی موگارادوس زندگی می‌کرد. هنگامیکه دستگیر شد حامله بود، و بعد از تولد فرزندش همراه با ۷ نفر دیگر در خیابان فیلیپ کاستل توسط ارتش فرانکو تیرباران شد.

## فعالیت سیاسی
آمادا گارسیا یک عضو فعال حزب کمونیست در موگاردوس نزدیک فرول، در گالیسیا بود. او در جلسات سیاسی و سایر فعالیت‌هایی، که معمولاً زنان انجام نمی‌دادند، شرکت می‌کرد؛ و در سال‌های ۱۹۳۰ این شیوه رفتارش روی گروه‌های ارتجاعی روستا تأثیر عمیقی گذاشت.

## کودتا و سرکوب
در سال ۱۹۳۶ فالانژیست‌ها و ارتش فاشیست فرانکو قدرت را در گالیسیا با یک کودتا بدست گرفتند. آن‌ها در منطقه فرول یک سرکوب سنگین براه انداختند. بدون محاکمه یا با محاکمه‌های صوری صدها نفر از فعالان چپ کشته و ناپدید گردیدند.

## دستگیری و اعدام آمادا گارسیا
آمادا هنگام دستگیری حامله بود؛ لذا محاکمه و اعدام او پس از به دنیا آوردن فرزندش انجام شد. او هنگامیکه در انتظار تولد فرزندش بود، در زندان زنان در فرول زندانی بود. سپس او را به قلعه سن فیلیپ به یک زندان ارتشی در ساحل خلیج فرول منتقل کردند. دو روز پس از وضع حمل توسط جوخه آتش در ۲۷ ژانویه ۱۹۳۸ همراه با ۷ تن دیگر در جلو دیوار قلعه مذکور تیرباران شد. دادگاه پر از اسناد بی‌ارزش نظیر شهادتهای غیرواقعی با امضای افراد بیسواد که با تهدید مرگ گرفته شده بود و نیز جریمه برای کسانی که می‌خواستند از زندانیان دفاع کنند، بود. منابع شفاهی گفتند که یک جنبش همبستگی بین زندانیان برای ممانعت از اعدام فعالان سیاسی جوان صورت گرفت، و حتی سربازان مجبور شدند دو بار شلیک کنند، زیرا شلیک اول آن‌ها به خطا رفت. آن زن هنوز سرپا ایستاده بود و مأمور با عصبانیت زیاد فرمان داد که به آن زن شلیک شود. وی با جراحت مرگبار به زمین افتاد.

## آمادا گارسیا در خاطره مردم گالیسیا

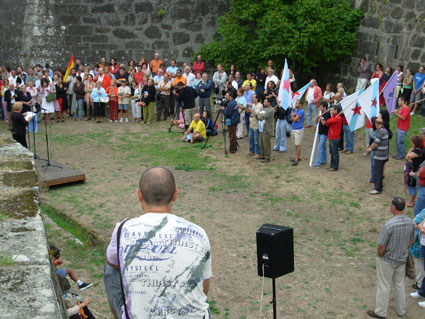
قدردانی از آمادا گارسیا و اعدام شدگان در قلعه سنت فیلیپ در فرول به دست دیکتاتوری فرانکو

دختر آمادا یک راهبه شد و پسر کوچکترش هم گابریل قبلاً به پدرش سپرده شده بود، اما دست آخر توسط سه نفر از عموهایش بزرگ شد. خواهر آمادا با شلیک تیر در صومعه اریس خودکشی کرد. یکی از دوستان خوب مادرش، ماریا خوزه، به مرگ محکوم شد، اما او بعد از اطلاع از این محکومیت گالیسیا را ترک کرد. جرم او دوختن یک پرچم کمونیستی بود، همسر این زن کمی قبل اعدام شده بود. این روزها گابریل پسر آمادا گارسیا به دیوار قلعه سن فیلیپ، جایی که مادرش تیرباران شد، می‌رود و خاطره او را در خود زنده می‌کند. وی اعدام مادرش را و اینکه این جنایت فاشیسم در گالیسیا بطور سیاسی محکوم نشده‌است را تبلیغ می‌کند.